# Luís Mesquita de Oliveira
Luís Mesquita de Oliveira meglio conosciuto come Luisinho (Rio de Janeiro, 29 marzo 1911 – 27 dicembre 1983) è stato un calciatore brasiliano.

## Carriera
La carriera di Luisinho iniziò nel 1928 nell'Anglo-Brasileiro, successivamente giocò in svariate squadre dello Stato di San Paolo. In Nazionale disputò il Campionato mondiale di calcio 1934 e 1938.

## Palmarès

### Club
- Campionato paulista: 7

San Paolo: 1931, 1943, 1945, 1946.
Palestra Italia: 1936, 1940.
Paulistano:1929.

### Individuale
- Capocannoniere del Campionato Paulista: 1

1944 (22 gol)